# Robert Walthour

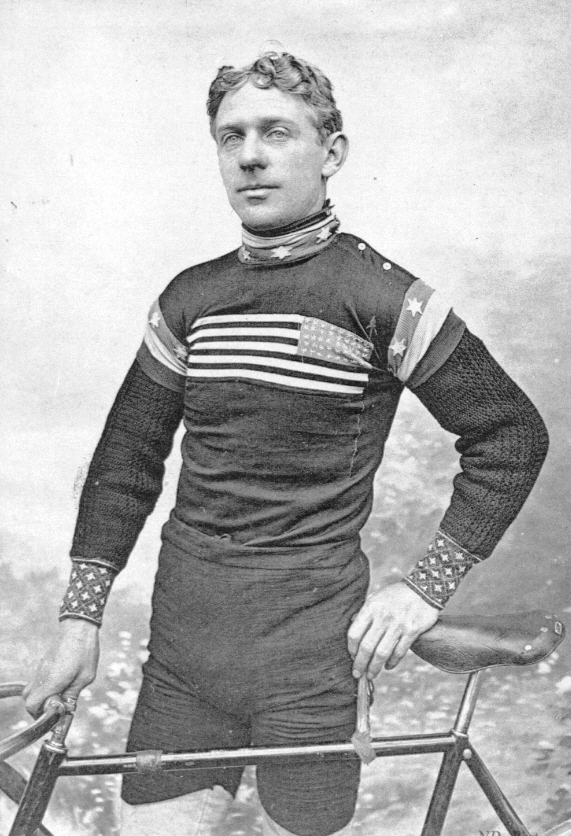
Bobby Walthour (~1903)

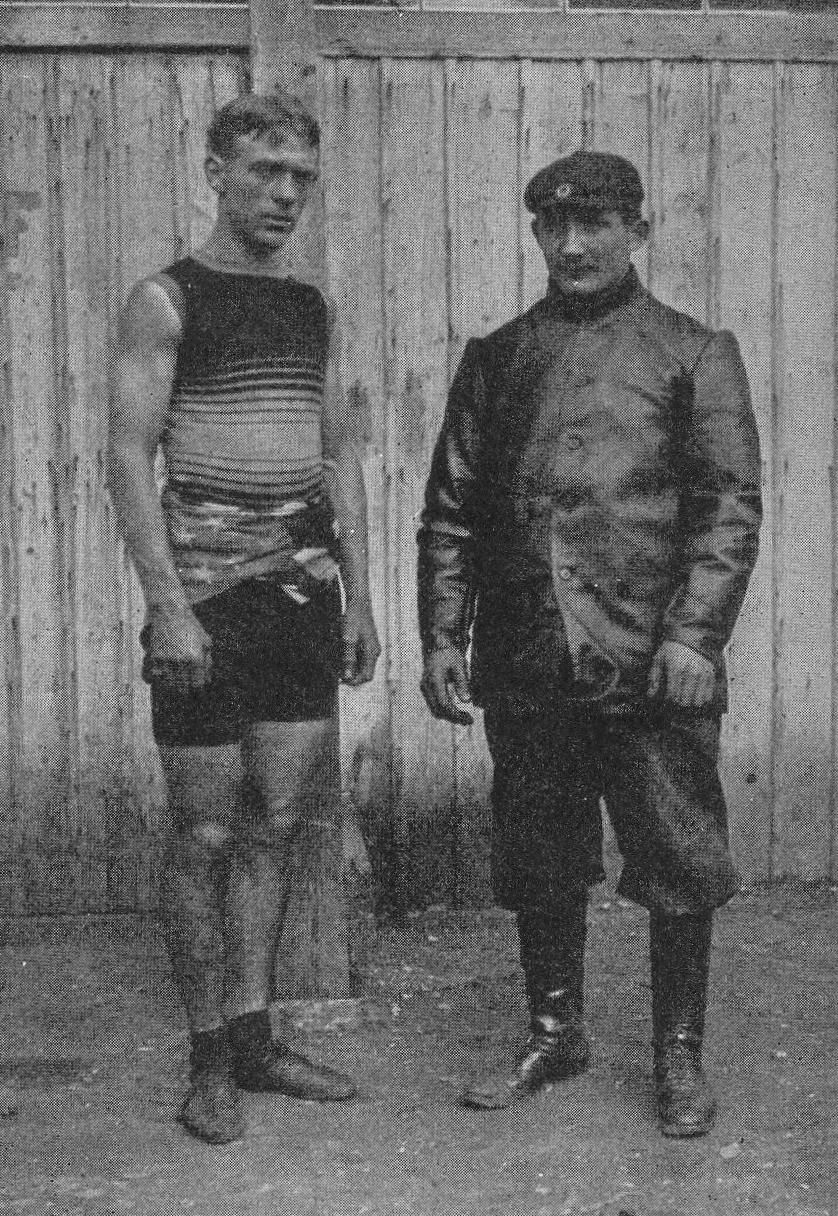
Walthour mit dem Schrittmacher Franz Hofmann (1905)

Robert „Bobby“ Howe Walthour, auch Bobby Walthour, Sr., (* 1. Januar 1878 in Walthourville; † 1. September 1949 in Boston) war ein US-amerikanischer Radrennfahrer.

## Radsport-Laufbahn
Bobby Walthour begann Anfang der 1890er Jahre mit dem Radfahren. Daraufhin erhielt er in Atlanta einen Job als Fahrrad-Kurier, daneben fuhr er als Amateur Straßenrennen in und um Atlanta. Er entwickelte sich schnell zu einem sehr guten Sprinter und wurde Profi. Mit dem Aufkommen von Motorrädern und deren Einsatz als Schrittmachermaschinen auf Radrennbahnen wandte er sich 1901 dem Steher-Sport zu.
Zweimal gewann Walthour die Steher-Weltmeisterschaft, 1904 in London sowie 1905 in Antwerpen, zweimal die US-amerikanische Steher-Meisterschaft und zweimal siegte er bei einem Sechstagerennen im New Yorker Madison Square Garden (1901 und 1903).
Im Jahre 1904 reiste Walthour erstmals nach Europa, um dort Rennen zu fahren. Im ersten Jahr gewann er elf von zwölf Rennen und erwarb sich damit den Beinamen „Der unschlagbare Walthour“. In den folgenden Jahren weilte Walthour in der Sommersaison fast durchgängig in Europa, wobei er meistens mit seiner Familie in Dresden lebte und trainierte. Eins seiner vier Kinder starb dort an Typhus. Seine Ehe zerbrach später, weil seine Frau über diesen Verlust nicht hinwegkam und unter Ängsten wegen der Gefährlichkeit des Stehersportes litt. Sie wurde psychisch krank und ging mehrfach mit dem Messer auf ihren Mann los.
Nachdem Walthour in den folgenden Jahren miterleben musste, wie viele seiner besten Konkurrenten bei Unfällen auf der Radrennbahn getötet worden waren, hatte auch er 1907 zwei lebensgefährliche Unfälle mit schwersten Verletzungen. Danach fand er nie mehr zu seiner alten Form zurück. 1911 wurde er dennoch in Breslau Steher-Europameister. 1913 gewann er den Großen Preis der Stadt Leipzig im Steherrennen. Aus finanziellen Gründen war er bis in die 1920er Jahre hinein gezwungen, Rennen zu fahren. Walthour war in den 1920er Jahren völlig verarmt. Er verdiente seinen Lebensunterhalt als Diener in einem Nachtclub und als Arbeiter im Unternehmen Ford. 1939 sorgte er noch einmal für Schlagzeilen, als er im Alter von 61 Jahren 800 Meilen mit dem Fahrrad von Atlanta nach Miami fuhr, weil er dort nach eigenen Angaben „some old friends“ besuchen wollte.

## Familie

Walthour mit seiner Familie, alle – wie besonders angemerkt – auf Allright-Rädern

Geboren wurde Bobby Walthour in dem nach seiner Familie benannten Walthourville. Sein Urgroßvater Andrew Walthour, dessen Vater noch Waldhauer geheißen hatte und aus Salzburg stammte, besaß dort eine große Plantage. Andrew Walthours Sohn war später der Mann mit den meisten Sklaven in Liberty County.
Als Bobby Walthour geboren wurde, war die Familie als Folge des Amerikanischen Bürgerkriegs inzwischen verarmt. Er begründete indessen eine Dynastie von Radrennfahrern. Sein Sohn Robert Walthour, Jr. war ein ebenso erfolgreicher Rennfahrer wie der Vater, auch der Neffe Jimmy, Enkel Bobby III und Urenkel Bobby IV waren Radsportler. Sein Zwillingsbruder Jimmy Walthour Sr. trat mit seiner Frau als Kunstradfahrer in Varietés auf. Von ihm wird berichtet, dass er zu den populärsten Zeiten seines Bruders Bobby schon mal für Gage Werbung machte und sich aufgrund der großen Ähnlichkeit der Zwillinge für Bobby ausgab, was seinen Bruder sehr erboste.

## Ehrungen
1964 wurde Bobby Walthour in die Georgia Sports Hall of Fame aufgenommen und 1989 in die United States Bicycling Hall of Fame (USBHOF). In der USBHOF sind auch sein Sohn Bobby sowie sein Neffe Jimmy Mitglied.